# Le Tyran éternel
Le Tyran éternel est un roman de Patrick Grainville publié le 5 janvier 1998 qui a pour cadre la Côte d'Ivoire, évoquée à la première personne par le défunt président Félix Houphouët-Boigny.

## Historique
Vingt-deux ans après son prix Goncourt, pour Les Flamboyants — dont le cadre africain marquait déjà l'amour de l'auteur pour le continent, né des conversations avec ses élèves d'origine africaine du lycée de Sartrouville où il a enseigné—, Patrick Grainville revient en Afrique et livre un roman d'écologie politique salué alors par la critique,.

## Résumé
Le narrateur de ce roman africain est un mort : le Président Houphouët-Boigny, libérateur de la Côte d’Ivoire et dictateur roué. Du ciel, il décrit sa capitale créée de toutes pièces dans la forêt : Yamoussoukro. La ville est ornée de sa basilique, réplique démesurée de la basilique Saint-Pierre de Rome. Houphouët s’adresse à son crocodile sacré centenaire : Capitaine Diallo. Le tyran suit les manœuvres et les intrigues d’une bande d’écrivains africains débarqués dans la capitale dont Sylvanus, un rebelle qui attente à sa légende. Boris, un romancier français, accompagne la bande et fait connaissance avec le couple magnifique de Thérèse et d’Assioutou. Bientôt circule la rumeur d’un albinos mystérieux, paria voué comme tous les siens à la persécution, voire au sacrifice.

## Réception critique
Citant tour à tour Ramón María del Valle-Inclán, Gabriel García Márquez, Alejo Carpentier et Augusto Roa Bastos qui ont, eux aussi, brossé des portraits de dictateurs, Jorge Semprún met en exergue l'approche propre à Patrick Grainville, son originalité de faire témoigner un mort et de proposer au lecteur « une aventure narrative exceptionnelle » dans un contexte littéraire français bien trop sage et étriqué à son goût.

## Éditions
- Le Tyran éternel, éditions du Seuil, 1998  (ISBN 202032685X).